# María Carbonell Sánchez
María Carbonell Sánchez (València, 27 d'abril de 1852 - València, 27 d'agost de 1926) fou una pedagoga que visqué a València i Granada, era propera a l'Institucionisme, el Feminisme, i la Pedagogia Social i estigué vinculada amb la Institució Lliure d'Ensenyament (Madrid), l'Escola Normal Femenina de València, i l'Associació per a l'Ensenyament de la Dona. La seua germana Josefa Carbonell Sánchez fou també professora de la Normal femenina de València, coincidint pràcticament en els mateixos anys en el seu Magisteri.

## Biografia
Mestra, filla i germana de mestra, Maria Carbonell és una de les figures més recordades de la pedagogia valenciana. Posseïdora d'una completa formació pedagògica, va combinar teoria i pràctica i va exercir durant tota la seua vida el magisteri, bé en escoles primàries o en l'Escola Normal. Alhora, es convertia en una excel·lent divulgadora de les idees regeneracionistes, mitjançant una copiosa producció escrita i una no menys abundant presència en tota mena de congressos i jornades.
Inicià els seus estudis en la Normal Femenina de València, on aconseguirà el títol elemental (1870) i el superior de mestra (1871) i comença la seua trajectòria professional en diverses escoles valencianes, entre elles les de Russafa, Xest i les del carrer Corona i Barques a València. El 1891 obté el títol de mestra de Normal a l'Escola Normal Central de Mestres (Madrid), i l'especial de sordmuts i cecs.
Ja el 1900 és professora de l'Escola Superior de Mestres de Granada, on sols romandrà un any. Es trasllada el 1901 a València, on exercirà fins al 1922 quan es jubile. Ací imparteix les matèries d'Antropologia i Principis de Psicogenèsia; Pedagogia; Història de la Pedagogia, Rudiments de Dret i Legislació Escolar.
Combina la seua docència oficial amb les classes que imparteix a la Institució per a l'Ensenyament de la Dona, continuant una relació amb l'institucionisme que havia començat a Madrid i perduraria al llarg de tota la seua vida, sent especialment visible el seu influx en els tres temes centrals de la seua preocupació pedagògica: l'educació de les dones, l'higienisme i la pedagogia social, que seran tractats amb profunditat tant en les seues intervencions en els nombrosos congressos i activitats educatives en què participa (Assemblees Pedagògiques de València, IX Congreso de Higiene y Demografia, Congreso Pedagógico Nacional, Congressos Pedagògics de Saragossa, París i Brussel·les), com en les seues col·laboracions en revistes pedagògiques (La Escuela Moderna i El Educador Contemporáneo) i en articles dels diaris valencians (El Mercantil Valenciano, Las Provincias i La Voz Valenciana). A més seria autora de diverses obres didàctiques.
La seua intensa activitat s'estén a l'àmbit social, i exercirà diferents càrrecs en una important quantitat d'associacions i institucions de caràcter assistencial: Colonias Escolares de València, la Asociación para el fomento de la Cultura y de la Higiene en España, la Junta Provincial de Protección a la Infancia y Represión de la Mendicidad, el Comité Femenino de Higiene...
Al mateix temps tindrà una influent presència en la vida cultural valenciana, sobretot a través de l'Ateneu Científic i de l'Ateneu Pedagògic, encara que no reduirà la seua presència a València i serà sol·licitada per pronunciar conferències en tot l'estat. No descuidà, tampoc, les reivindicacions en el terreny professional, i serà membre destacada de l'Associació del Professorat d'Escoles Normals.
Feminista identificada amb els pressupostos del catolicisme social i el regeneracionisme, mantingué postures molt properes a les de Rosa Sensat, defensant una educació femenina més pràctica i útil, fonamentada en pressupostos científics i donant una gran importància a la higiene i a l'educació física de les dones.
El desembre del 1915 fou nomenada filla predilecta de València i se li va oferir un homenatge. Tot plegat, els escrits dedicats per les seues alumnes i diverses personalitats serien recollits al llibre Homenaje a María Carbonell prologat per Félix Martí Alpera. Es jubila el 1922, i el 1928, dos anys després de la seua mort, la Institució per a l'Ensenyament de la Dona li retria un homenatge al Paranimf de la Universitat en què destaquem la participació de Carmen García de Castro, “qui ressaltaria el seu vessant com a pedagoga dins i fora de la classe".